# Nemopalpus vietnamensis
Nemopalpus vietnamensis är en tvåvingeart som beskrevs av Quate 1962. Nemopalpus vietnamensis ingår i släktet Nemopalpus och familjen fjärilsmyggor. Inga underarter finns listade i Catalogue of Life.